# Autobahn Shenyang-Haikou
Die Autobahn Shenyang-Haikou oder Shenhai-Autobahn (chinesisch 沈海高速公路, Pinyin Shěnhǎi gāosù gōnglù, englisch Shenhai Expressway), chin. Abk. G15, ist eine Autobahn in China, die von der Stadt Shenyang in der nordöstlichen Provinz Liaoning meist unweit der Küsten des Ostchinesischen Meeres und des Südchinesischen Meeres bis zur Stadt Haikou auf der Insel Hainan in Südchina verläuft. Die Autobahn wird nach Fertigstellung eine Länge von 3.710 km erreichen. Die Autobahn ist inzwischen weitgehend befahrbar, lediglich die aufwändigen Querungen des Golfes von Bohai sowie der Hainanstraße inklusive der angrenzenden Passagen sind noch nicht realisiert.